# Shanice Marcelle
Shanice Marcelle (ur. 28 maja 1990 w Toronto) – kanadyjska siatkarka, grająca na pozycji przyjmującej. Od sezonu 2015/2016 występuje we francuskiej drużynie UGSE Nantes VB.

## Sukcesy klubowe
Mistrzostwo Niemiec:
- 2014[3], 2015[4]